# Operation Amsterdam
Operation Amsterdam is een Britse oorlogsfilm uit 1959, geregisseerd door Michael McCarthy. De hoofdrollen worden vertolkt door Peter Finch, Eva Bartok, and Tony Britton.
De film is opgenomen in 1958 en geeft zo een tijdsbeeld van de vissershaven in IJmuiden en het centrum van Amsterdam. De plot is gebaseerd op het boek Adventure in Diamonds van David E. Walker. Walker beschreef in zijn boek de actie die J.K. Smit, handelaar in industriediamant te Londen, ondernam om in de meidagen van 1940 de diamantvoorraad uit het Amsterdamse hoofdkantoor van de firma Smit en zonen over te brengen naar Engeland. Smit wist met hulp van de Engelse geheime dienst dertig kilo diamant in Londen te krijgen.

## Verhaal
Het verhaal speelt zich af in de eerste dagen van de Tweede Wereldoorlog. De Duitse soldaten zijn nog niet zichtbaar aanwezig, maar de bezetting van Nederland lijkt onafwendbaar. Overal zijn soldaten aanwezig van het Nederlandse leger.
Drie Britse soldaten worden met een Engelse torpedoboot tussen de pieren in IJmuiden en verder met een roeiboot aan de Vissershaven aan wal gezet. Zij moeten een grote lading industriële diamanten veilig stellen voordat de Duitsers hun invasie beginnen. Ze krijgen hulp van Anna, een vrouw die ze redden van een poging tot zelfmoord. De groep moet proberen om de Nederlandse politie, die hen als verdacht ziet, te ontlopen.
Ondertussen probeert een grote menigte vluchtelingen (vooral Joden) met visserboten naar Engeland te vluchten.

## Rolverdeling
| Acteur             | Personage             |
| ------------------ | --------------------- |
| Peter Finch        | Jan Smit              |
| Eva Bartok         | Anna                  |
| Tony Britton       | Majoor Dillon         |
| Alexander Knox     | Walter Keyser         |
| Malcolm Keen       | Johan Smit            |
| Christopher Rhodes | Alex                  |
| Alfred Burke       | Handelaar             |
| Tim Turner         | Nederlandse luitenant |
| Carl Jaffe         | Diamanthandelaar      |
| John Horsley       | Commandant Bowerman   |
| Keith Pyott        | Diamanthandelaar      |
| Melvyn Hayes       | Willem                |
| Oscar Quitak       | Diamanthandelaar      |
| George Pravda      | Café-uitbater         |
| Peter Swanwick     | Peter                 |
| John Bailey        | Officier              |
| John Le Mesurier   | Nederlandse kolonel   |

## Achtergrond
De film is deels opgenomen op locatie in Amsterdam en de haven van IJmuiden. Verder zijn opnames gemaakt in de Pinewood Studios in Buckinghamshire, Engeland.